# 亞美尼亞足球運動
足球運動在亞美尼亞是最受歡迎的體育運動之一。截至2014年8月，亞美尼亞國家足球隊在FIFA世界排名中排名第36。 自1991年獲得獨立以來，亞美尼亞擁有自己的足球協會，獲參加所有FIFA比賽。許多亞美尼亞球員曾經為蘇聯國家足球隊效力，包括參加過1982年FIFA世界杯的科倫·奧加涅斯（Khoren Oganesian ）和1960年代的愛德華·馬卡洛夫（Eduard Markarov），馬卡洛夫後來成為蘇聯青年隊助理教練，並在1991年國際足協U-20世界盃中擔任蘇聯隊教練組成員，當時該隊獲得了第三名。

## 國家足球隊
亞美尼亞國家足球代表隊是亞美尼亞的國家足球代表隊，由亞美尼亞足球總會管理，現時屬於國際足協及歐洲足球協會成員國之一。亞美尼亞至今仍未參加過任何國際大賽的決賽週，無論在世界盃及歐洲國家盃外圍賽階段從未取得過出線資格。

## 聯賽系統
| 1 | 亞美尼亞足球超級聯賽（Armenian Premier League）（10隊）               |
|   | ↓↑ 各升降一個                                                         |
| 2 | 亞美尼亞甲組足球聯賽（Armenian First League） （17隊，包括6隊預備隊） |